# Gynaephora rossii
Gynaephora rossii är en fjärilsart som beskrevs av John Curtis 1835. Gynaephora rossii ingår i släktet Gynaephora och familjen Näbbflyn, Erebidae. tre underarter finns listade i Catalogue of Life, Gynaephora rossii daisetsuzana (Matsumura, 1928) Gynaephora rossii relictus Bang-Haas, 1927 och Gynaephora rossii rossii (Curtis, 1835).